# Виктория (графство, Новая Шотландия)
Виктория — графство в канадской провинции Новая Шотландия. Графство является переписным районом и административной единицей провинции.

## География
Графство расположено на острове Кейп-Бретон в восточной части полуострова Сент-Анна. На западе графство граничит с графством Инвернесс, а на востоке омывается Атлантическим океаном. В южной части графства расположено солёное озеро Бра-д'Ор вместе с островом Буладри. Кроме того, территория графства включает остров Сент-Пол, расположенный в 15 км севернее острова.
По территории графства проходит автодорога провинциального значения хайвей 105, а также ряд дорог, управляемых графством, основными из которых являются коллекторы 205, 223 и 312.

## История
Графство Виктория было выделено в 1851 году из графства Кейп-Бретон. Графство названо в честь королевы Великобритании Виктории.
23 февраля 1909 года на территории графства над озером Бра-д'Ор состоялся первый в Британском содружестве авиаперелёт. Авиаклуб был создан двумя годами ранее при участии известного изобретателя Александа Грэма Белла, у которого было поместье неподалёку.

## Население
Для нужд статистической службы Канады графство разделено на одну индейскиую резервацию и две неорганизованных области.
| Название    | Оригинальное название | Статус                   | Площадь  | Население |
| ----------- | --------------------- | ------------------------ | -------- | --------- |
| Уагматкук 1 | Wagmatcook 1          | Индейская резервация     | 3,71     | 408       |
| Округ A     | Victoria, Subd. A     | Неорганизованная область | 1 633,41 | 3 046     |
| Округ B     | Victoria, Subd. B     | Неорганизованная область | 1 233,73 | 4 140     |

## Достопримечательности
Считается, что в 1497 году Джон Кабот, первый исследователь Северной Америки, высадился на севере острова Кейп-Бретон на территории современного графства. В графстве установлены соответствующие памятные знаки, а также проложен маршрут Кабот-Трэйл. Северная часть маршрута расположена на территории национального парка Кейп-Бретон-Хайлендс. Национальный парк, как и маршрут, разделён между двумя графствами: Виктория и Инвернесс.
Кроме того, на территории графства находится национальный исторический парк Белла, включающий музей Белла.